# Вілмер (Техас)
Вілмер (англ. Wilmer) — місто (англ. city) в США, в окрузі Даллас штату Техас. Населення — 4974 особи (2020).

## Географія
Вілмер розташований за координатами 32°35′57″ пн. ш. 96°40′54″ зх. д. / 32.59917° пн. ш. 96.68167° зх. д. (32.599030, -96.681606).  За даними Бюро перепису населення США в 2010 році місто мало площу 16,65 км², з яких 16,52 км² — суходіл та 0,14 км² — водойми.

## Демографія
Згідно з переписом 2010 року, у місті мешкали 3682 особи в 1116 домогосподарствах у складі 801 родини. Густота населення становила 221 особа/км².  Було 1312 помешкання (79/км²).
Расовий склад населення:
| - 48,4 % — білих - 21,8 % — чорних або афроамериканців - 0,9 % — корінних американців - 0,2 % — азіатів - 0,1 % — вихідців з тихоокеанських островів - 24,4 % — осіб інших рас |

До двох чи більше рас належало 4,3 %. Частка іспаномовних становила 50,9 % від усіх жителів.
За віковим діапазоном населення розподілялося таким чином: 27,6 % — особи молодші 18 років, 65,9 % — особи у віці 18—64 років, 6,5 % — особи у віці 65 років та старші. Медіана віку мешканця становила 31,1 року. На 100 осіб жіночої статі у місті припадало 106,9 чоловіків;  на 100 жінок у віці від 18 років та старших — 112,4 чоловіків також старших 18 років.
Середній дохід на одне домашнє господарство  становив 40 776 доларів США (медіана — 33 472), а середній дохід на одну сім'ю — 34 648 доларів (медіана — 28 427). Медіана доходів становила 30 625 доларів для чоловіків та 28 971 долар для жінок. За межею бідності перебувало 41,6 % осіб, у тому числі 52,9 % дітей у віці до 18 років та 14,2 % осіб у віці 65 років та старших.
Цивільне працевлаштоване населення становило 1382 особи. Основні галузі зайнятості: транспорт — 16,5 %, освіта, охорона здоров'я та соціальна допомога — 14,6 %, мистецтво, розваги та відпочинок — 12,6 %.